# Поут (Тексас)
Поут (енгл. Poth) град је у америчкој савезној држави Тексас. По попису становништва из 2010. у њему је живело 1.908 становника.

## Демографија
Према попису становништва из 2010. у граду је живело 1.908 становника, што је 58 (3,1%) становника више него 2000. године.
| Група             | 2000.         | 2010.         |
| Белци             | 784 (42,4%)   | 794 (41,6%)   |
| Афроамериканци    | 8 (0,4%)      | 16 (0,8%)     |
| Азијати           | 3 (0,2%)      | 4 (0,2%)      |
| Хиспаноамериканци | 1.048 (56,6%) | 1.089 (57,1%) |
| Укупно            | 1.850         | 1.908         |